# IC 5049-1
IC 5049-1 — галактика типу E/P () у сузір'ї Мікроскоп.
Цей об'єкт міститься в оригінальній редакції індексного каталогу.